# ناغي-آسو: هدوء في البحر
ناجي-آسو: هدوء في البحر (Nagi no Asukara, 凪のあすから) هو أنمي متلفز عرض في 2013، من إنتاج .P.A.Works، الأنمي يدور حول خمسة أصدقاء في مدرسة متوسطة.
تم إصدار المانغا لها بواسطة  رايسو مايدا في يوليو 2013 وتحديدًا مجلة دينجيكي دايوه. 

## القصة
تدور القصة حول زمان انتقل البشر للعيش أيضا في المحيط، لكن هناك البعض كان يريد العيش على السطح فتسبب بحدوث فروقات بينهم. لكن أربعة من قرية البحر المسماة شيوشيشيو في مدرستهم المتوسطة على السطح، أرادو صنع بيئة وعلاقة جديدة بين سكان السطح وسكان المحيط.

## الشخصيات
جميع الشخصيات من تصاميم Buriki:
·هيكاري ساكيشيما (先島 光 Sakishima Hikari)

·ماناكا موكايدو (向井戸 まなか Mukaido Manaka)

·شيزاكي هيراديرا (比良平 ちさき Hiradaira Chisaki)

·كانامي إيساكي (伊佐木 要 Isaki Kaname)

·تسوموغو كيهارا (木原 紡 Kihara Tsumugu)

·ميونا شيودومي  (潮留 美海 Shiodome Miuna)
·سايو هيزانوما (久沼 さゆ Hisanuma Sayu)

## روابط خارجية
- ناغي-آسو: هدوء في البحر على موقع IMDb (الإنجليزية)
- ناغي-آسو: هدوء في البحر على موقع ليتربوكسد (الإنجليزية)
- ناغي-آسو: هدوء في البحر على موقع كينوبويسك (الروسية)
- ناغي-آسو: هدوء في البحر على موقع قاعدة بيانات الفيلم (الإنجليزية)
- ناغي-آسو: هدوء في البحر على موقع ANN anime (الإنجليزية)

- Official website
- http://daioh.dengeki.com/contents/nagi/
- http://www.nisamerica.com/anime/lull-sea